# 리충길
리충길(생년 미상 ~ )은 조선민주주의인민공화국의 정치인이다. 내각 국가과학기술위원회 위원장 겸 조선로동당 중앙위원회 후보위원이다.

## 경력
조선민주주의인민공화국 내각 국가과학기술위원회 위원장이다. 2016년 5월 조선로동당 제7차 대회에서 조선로동당 중앙위원회 후보위원으로 선출되었다.